# Theta Pictoris
Theta Pictoris (θ Pic, θ Pictoris) é um sistema estelar múltiplo na constelação de Pictor. Com uma magnitude aparente de 6,27, é visível a olho nu apenas em excelentes condições de visualização. De acordo com medições de paralaxe, está localizado a aproximadamente 510 anos-luz (157 parsecs) da Terra. A essa distância, sua magnitude aparente é diminuída em 0,041 devido à extinção causada por gás e poeira.
Theta Pictoris pertence a um sistema estelar composto no total por quatro estrelas. Visualmente, com um telescópio pequeno, este é uma estrela dupla: o componente mais brilhante é Theta Pictoris em si, e o menos brilhante é a estrela HD 35859, de magnitude 6,77. Theta Pictoris (componente AB) é, por sua vez, composto de um par de estrelas de magnitude 6,76 e 7,40 separadas por 0,287 segundos de arco com período orbital de 123,2 anos e excentricidade de 0,692. Uma das estrelas é ainda binária espectroscópica de linha dupla. Theta Pictoris tem um tipo espectral conjunto de A0 V e temperatura efetiva de 8 687 K. HD 35859 (componente C) tem um tipo espectral de A2 V e está separado de Theta Pictoris por 38,3 segundos de arco.